# Sphaerothylax algiformis
Sphaerothylax algiformis là một loài thực vật có hoa trong họ Podostemaceae. Loài này được Bisch. ex C.Krauss miêu tả khoa học đầu tiên năm 1844.